# Korcan Çelikay
Korcan Çelikay (Safranbolu, 31 dicembre 1987) è un calciatore turco, portiere dell'Adanaspor.